# Fiesta de la Mujer en Túnez

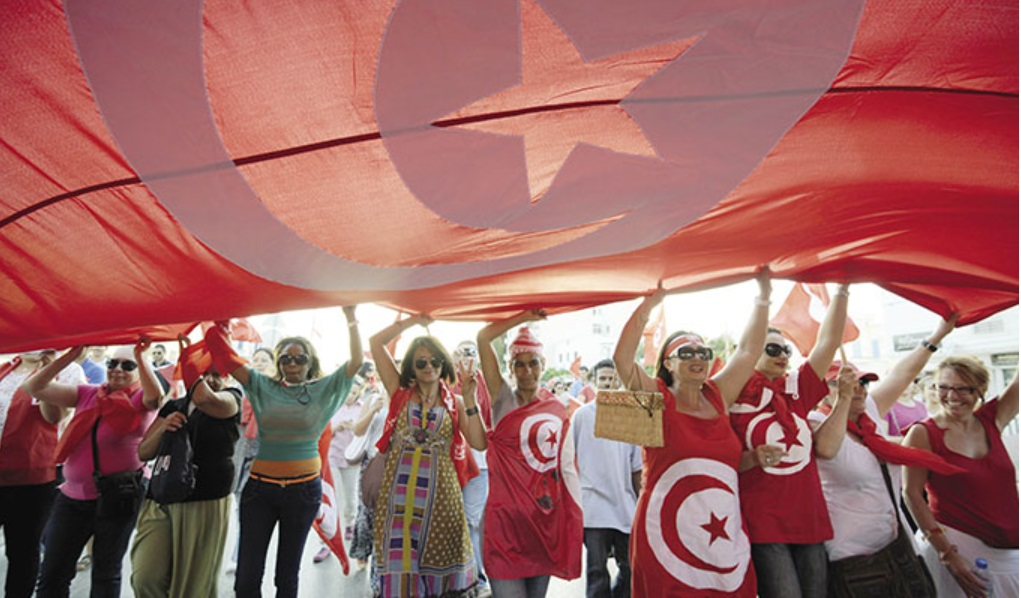
Manifestación 13 de agosto de 2018 por la Fiesta de la Mujer en Túnez

La Fiesta de la Mujer en Túnez se celebra cada año el 13 de agosto. Esta fecha conmemora la promulgación del Código de Estatuto Personal en 1956, el cual propició una serie de reformas legales pioneras tanto en el país como en el mundo árabe con respecto a los derechos de las mujeres.
Fue declarada oficialmente como fiesta nacional en 1965 como parte de los esfuerzos del gobierno de Habib Burguiba por consolidar dichas reformas como base del nuevo Estado moderno tunecino.
En esta jornada se llevan a cabo numerosos actos conmemorativos por parte tanto del gobierno y las autoridades, como de agrupaciones y colectivos, reivindicando el papel de las mujeres en la construcción y desarrollo del país.

## Código de Estatuto Personal de 1956

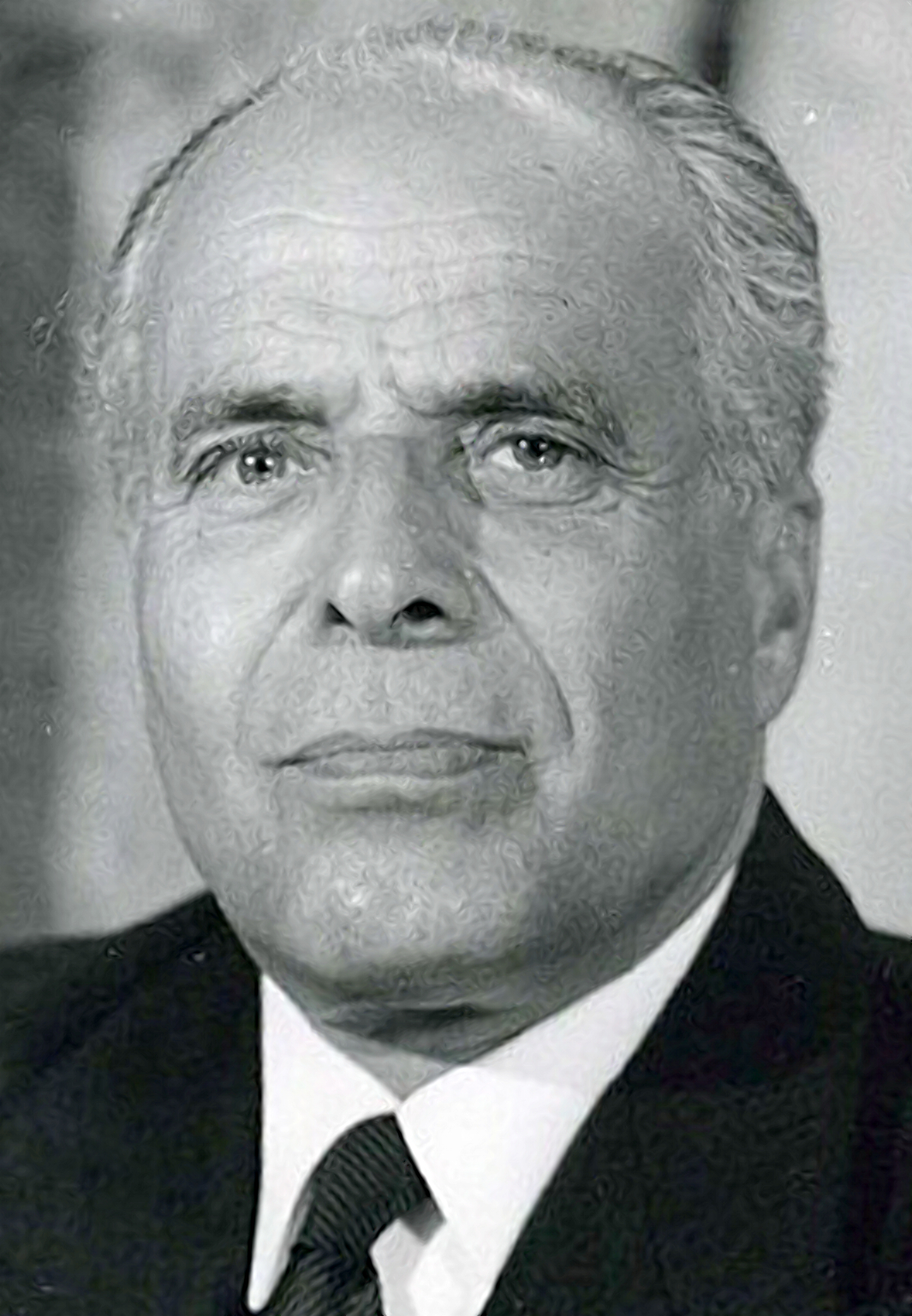
Retrato Habib Burguiba

El Código de Estatuto Personal de Túnez se trata, por lo tanto, de un conjunto de leyes promulgado el 13 de agosto de 1956 bajo iniciativa del futuro Primer Ministro Habib Burguiba, y aprobado por decreto beylical apenas unos meses después de haber sido declarada la independencia y el fin del protectorado francés. Entró en vigor el 1 de enero de 1957 y su objetivo fue el establecimiento de las bases legales del nuevo Estado tunecino.
El gran cúmulo de innovaciones que introdujo y lo revolucionarias que fueron en su momento, llevaron a Túnez a ser considerado durante décadas como el país árabe más "avanzado" en materia legal, entendiendo "avanzado" como alejado del derecho islámico y centrado en un derecho positivo.
Ha sido modificado con posterioridad en numerosas ocasiones, siendo la última de ellas en el año 2008.

### Cuestión femenina
Este nuevo Código de Estatuto Personal supuso la transformación legal de las condiciones de las mujeres en el país, así como la creación de un marco regulador para poner en marcha las políticas modernizadoras de Burguiba.
De hecho, la Mujer se va a convertir en un pilar fundamental del nuevo modelo de Estado, condicionando la emancipación de la sociedad tunecina a la emancipación de las mujeres.
Mondher Kilani lo calificará de "nuevo modelo biopolítico",  ya que considera los cuerpos, principalmente el de las mujeres, como un espacio político, apelando a cuestiones como la manera de vestir, destacando la retirada del velo o hijab, a la higiene personal o a la ocupación del espacio público, entre otras.
Entre las medidas más reseñables en relación con los derechos de las mujeres se encuentran: 
- Abolición de la poligamia
- Matrimonio de mutuo acuerdo
- Supresión del repudio unilateral
- Reconocimiento del procedimiento judicial de divorcio
- Derecho a voto y a presentarse como candidatas en las elecciones
- Establecimiento de edad mínima para el matrimonio (15 años para las mujeres y 18 para los hombres, en sus primeras versiones).
- No prohibición explícita del matrimonio entre tunecina musulmana y un no musulmán.

Burguiba establecerá también la creación en 1957 de la Unión Nacional de la Mujer Tunecina, (Union Nationale de la Femme Tunisienne), (الاتحاد الوطني للمرأة التونسية, en árabe) o UNFT, organización directamente controlada por el Estado que marcará la línea política en el discurso sobre la Mujer y la búsqueda de la igualdad entre hombres y mujeres.
Además de la transformación legal, Burguiba va a perseguir un profundo cambio también en las mentalidades.
Apelará al ijtihad, es decir, al esfuerzo de reflexión e interpretación del texto coránico desde una perspectiva más liberal, y promulgará la reconsideración de muchas prácticas religiosas con el objetivo de mejorar las condiciones de los tunecinos y tunecinas para favorecer el desarrollo económico y social del país. Cabe destacar en este contexto el derecho a la adopción, hasta entonces prohibido por la sharia, la aprobación del derecho al aborto en 1964, la liberación de los métodos anticonceptivos, así como una reforma parcial del derecho a la herencia en favor de la equidad entre hombres y mujeres, siendo éste uno de los puntos más controversiales de su política.

## Institucionalización y reconocimiento
La elección del aniversario de la promulgación del Código de Estatuto Personal como festividad en honor a las mujeres va más allá de la mera conmemoración. Tiene un significado profundamente simbólico.
Si bien este hecho marcó un antes y un después en la consideración legal de las mujeres en el país, así como una mejora de su situación, es una muestra de lo ligado que estaba el discurso de la igualdad de género al Código, y por extensión a Burguiba y al neo-desturianismo. Así el discurso va a quedar inserto en el imaginario de ese nuevo Estado moderno estrechamente ligado a las élites nacionalistas.
Tampoco hay que olvidar lo estratégico de esa elección, pues posicionaba al régimen en la esfera internacional como un país moderno y progresista tras su independencia de Francia. Al mismo tiempo, sirvió para reforzar el poder político interno de Burguiba frente a la oposición en lo que se ha calificado en numerosas ocasiones de instrumentalización de la causa de las mujeres.
Numerosos estudiosos van a calificar este fenómeno de "Feminismo de Estado" o "Feminismo Institucional", el cual va a llevar consigo la atribución de una serie de ideas y valores como parte fundamental de la identidad nacional. Como resultado, el movimiento de mujeres en Túnez acaba constituyéndose durante décadas como una parte indisoluble del movimiento nacional tunecino.
Por una parte, la promoción de este discurso como parte de la política de Estado y las tres décadas de gobierno del partido neo- desturiano, permitieron que estas ideas permearan en sectores extensos de la sociedad, lo que llevó a avances legales significativos y una mejora material de las condiciones de las mujeres tunecinas, como por ejemplo el acceso a la educación.
Si bien por otro lado, limitó notablemente la autonomía del movimiento feminista en el país, que muchas veces se ha tenido que conformar en base a los intereses políticos del régimen.
Como consecuencia de este control estatal sobre el discurso de la igualdad, es habitual caer en un discurso paternalista del "Padre de la nación" que concede derechos y libera a su pueblo. De la misma manera, este feminismo institucional relega y silencia a otros movimientos feministas independientes, puesto que el relato oficial solo recoge las proclamas de la UNFT.
Otras agrupaciones de la oposición eran controladas y prohibidas, hasta que en la década de los 80, a partir sobre todo del final del gobierno de Burguiba, se produjo un enfrentamiento entre ese feminismo autónomo y el feminismo institucional.

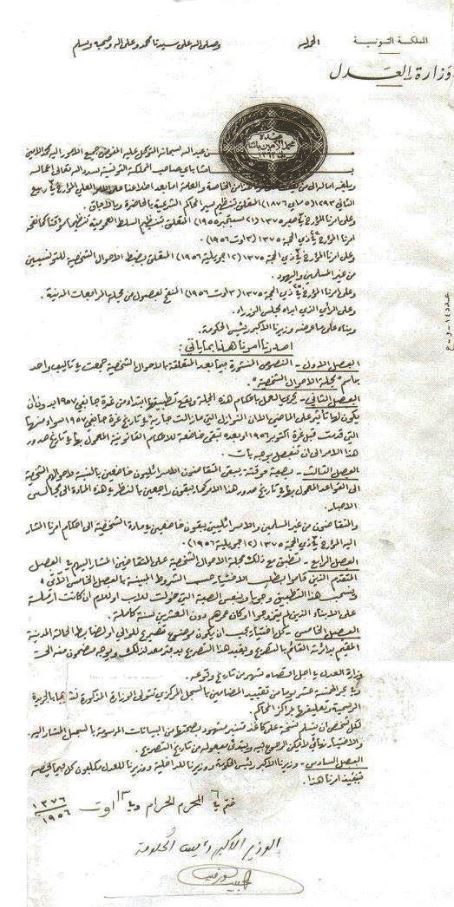
Documento Código de Estatuto Personal 1956

## Situación de las mujeres en Túnez en la actualidad y avances recientes
Existen en Túnez dos jornadas festivas reconocidas oficialmente para la conmemoración de la lucha de las mujeres: el 13 de Agosto, Fiesta de la Mujer tunecina, y el 8 de marzo, Día Internacional de la Mujer.
Khedija Arfaoui, socióloga y activista tunecina, distingue tres fases del movimiento feminista en Túnez, las cuales reflejan el desarrollo histórico, político y social del país:
-La fase previa a la independencia (antes de 1956): Se caracteriza por un feminismo muy vinculado a la lucha contra el colonialismo francés y al reconocimiento de los derechos nacionales.
-La fase posindependencia (1956-1980): Es el feminismo de Estado del Código de Estatuto Personal y la UNFT heredado del movimiento nacional.
-La fase contemporánea (1980 en adelante): Se produce la diversificación del movimiento y la desvinculación con respecto al Estado.
A partir de los 80 y 90 ese “feminismo autónomo” de agrupaciones toleradas como la Asociación de Mujeres Tunecinas para la Investigación y el Desarrollo (Association des femmes tunisiennes pour la recherche et le développement) o AFTURD,  o la Asociación Tunecina de Mujeres Demócratas (Association tunisienne des femmes démocrates), ATFD, comenzó a exigir públicamente reformas del Código de Estatuto Personal, el cual tildaban de insuficiente. Sus principales demandas se centraban en cuestiones de igualdad en el hogar, violencia y acoso sexual en el contexto profesional, control del cuerpo y la sexualidad, estereotipos de género, desigualdad salarial y la lucha contra la pobreza de las mujeres rurales.
Si bien siempre existió cierta reticencia a la concesión de derechos a las mujeres por parte de los sectores más conservadores de la sociedad, a partir de este momento se produjo un aumento de la contestación desde un islamismo creciente a nivel regional, marcando el año 2011 un punto de inflexión.
En el año 2007, como conmemoración del 50 aniversario de la promulgación del Código, se anunciaron dos proyectos de ley: el primero, para el refuerzo del derecho a la vivienda en beneficio de la madre que tenga la custodia de los hijos, y el segundo, la unificación de la edad mínima de matrimonio para ambos sexos a los 18 años, a pesar de que la edad media real sea de 25 años para las mujeres y de 30 para los hombres.
Otras reclamas feministas que cristalizaron en la aprobación de leyes fueron, por ejemplo, el reconocimiento de la paridad en las listas electorales en el 2011 y la promulgación de la Ley contra la Violencia de Género en el año 2017.

### Retos y principales reclamas
A pesar de los avances en materia legal, -que los ha habido-, la realidad aún dista de la igualdad entre hombres y mujeres.
La mayor situación de desigualdad se encuentra principalmente en zonas rurales, donde se dan mayores tasas de pobreza y una mayor dificultad de acceso a la propiedad y unas condiciones de trabajo desfavorables.
Por otro lado, la modificación del Código de Familia sigue siendo una de las principales demandas de las mujeres tunecinas. La dote aún está reconocida legalmente y la herencia, a pesar de las reformas, sigue siendo desigual. Este es uno de los puntos más controversiales, tratándose de uno de los pocos casos en los que en Túnez se sigue aplicando el derecho islámico y existe una fuerte reticencia a la equiparación entre descendientes hombres y mujeres por parte de los líderes religiosos.
En los últimos años, las principales agrupaciones feministas han centrado sus reivindicaciones en la denuncia de la regresión en materia de derechos de las mujeres tras la toma de poder del actual presidente Kaïs Saied en 2019. En las marchas del pasado 13 de agosto de 2024, las mujeres salieron a las calles para protestar por la cada vez menor representación femenina en el parlamento, así como por la detención de voces críticas con el gobierno desde el periodismo, la política y la sociedad civil.